# Yamase Building
Das Yamase Building, ist ein in das National Register of Historic Places eingetragenes Gebäude in Waimea auf der Insel Kauaʻi des Bundesstaats Hawaii der Vereinigten Staaten. Das Bauwerk wurde um 1921 in einer auf Hawaii einzigartigen Konstruktionsweise errichtet.

## Geschichte
Der genaue Zeitpunkt der Errichtung des Gebäudes ist nicht bekannt. Um 1921 wurde es vom japanischen Tempelbaumeisters Jitsutaro Murakami errichtet. Die erste elektrische Straßenlaterne in Waimea wurde 1921 unter dem Dachvorsprung des Yamase-Gebäudes angebracht.
Der Namensgeber Seiichi Yamase war Inhaber des Gebäudes, das als Bankgebäude genutzt wurde. Später wurde das untere Stockwerk für verschiedene gewerbliche Zwecke genutzt, als Schuhgeschäft, Friseur, Spirituosenladen und Kuriositätengeschäft. Das oberste Stockwerk wurde als Wohnung genutzt. Das Yamase-Gebäude ist ein Wahrzeichen von Waimea und steht symbolisch für eine Familie, die aus Japan auswanderte, um sich in einem fremden Land niederzulassen. Aufgrund seiner Nähe zum Meer wurde das Gebäude häufig Opfer von Überschwemmungen. 1983 beschädigten Hurrikan Iwa und 1992 Hurrikan Iniki das Gebäude erheblich. Statiker hatten seinen Abriss empfohlen. Es konnte ein Eigentümer gefunden werden, der an der Erhaltung interessiert war und das stark beschädigte Gebäude wurde saniert.
Am 12. April 1996 wurde das Gebäude in das National Register of Historic Places aufgenommen. Zudem wurde es als historischer Platz von der State Historic Preservation Division des Staates Hawaii eingetragen (SHPD Historic Site Number: 30-05-9318).

## Beschreibung
Das Yamase-Gebäude gilt als bedeutendes Beispiel der kommerziellen Architektur im ländlichen Hawaii und zeichnet sich durch seine einzigartigen strukturellen Merkmale aus. Das Gebäude weist durch seine Form und die Verwendung von Balkonen starke Verbindungen zur japanischen Architektur auf.
Die Konstruktion besteht aus einem zweistöckigen Holzrahmenbau mit Nut und Feder. Die Form des Gebäudes folgt der Krümmung der Ecke, so dass ein abgerundeter, zweistöckiger Block entsteht, der von einem rechteckigen Holzschindel-Giebeldach mit kleinen Walmenden gekrönt wird. Die mit Nut und Feder verzierten Giebelwände sind mit hölzernen Lüftungsschlitzen versehen. Der Balkon des ersten Stocks folgt der abgerundeten Form und bildet ein schützendes Vordach. Obwohl sich die Innenausstattung geändert hat, wird das Gebäude nach wie vor zu Wohnzwecken genutzt. Die Außenfenster mit sechs Fenstern und Schiebetüren, die an japanische Shōji-Türen erinnern, wurden ersetzt. Seit dem Wirbelsturm wurden zahlreiche Reparaturen und bauliche Veränderungen im Inneren vorgenommen. Das Äußere ist an der öffentlichen Seite des Gebäudes weitgehend intakt und die den kommerziellen Charakter bestimmenden Elemente sind erhalten geblieben.